# أدريان ويليامز سترونغ
أدريان ويليامز سترونغ (بالإنجليزية: Adrian Williams-Strong) مواليد 17 فبراير 1977 في فريسنو، هي لاعبة كرة سلة أمريكية معتزلة. بدأت مسيرتها الاحترافية في سنة 2000. تم اختيارها من قبل فريق فينيكس ميركوري خلال الدرافت. يبلغ طولها 6 قدم 4 بوصة (1.9 م). اعتزلت اللعب في 2008.

## المسيرة الاحترافية
لعبت مع فينيكس ميركوري من سنة 2000 إلى 2004، ثم لعبت مع سان أنطونيو ستارز في سنة 2004، ثم لعبت مع مينيسوتا لينكس في سنة 2006، ثم لعبت مع ساكرامنتو موناركس في موسم 2007–2008.

## روابط خارجية
- أدريان ويليامز سترونغ على موقع الاتحاد الوطني لكرة السلة النسائية (الإنجليزية)
- أدريان ويليامز سترونغ على موقع كرة السلة الأوروبية.كوم (الإنجليزية)
- أدريان ويليامز سترونغ على موقع كلية كرة السلة في سبورتس رفرنس.كوم (الإنجليزية)
- أدريان ويليامز سترونغ على موقع سبورتس رفرنس (الإنجليزية)